# اولدزموبیل تورنادو
اولدزموبیل تورنادو (Oldsmobile Toronado) خودرویی است که در سال‌های ۱۹۶۶ تا ۱۹۹۲در لنسینگ و ایالات متحده آمریکا تولید شده‌است. طراحی آن خودروهای موتور جلو-محور جلو بوده است.